# Publius Afranius Flavianus

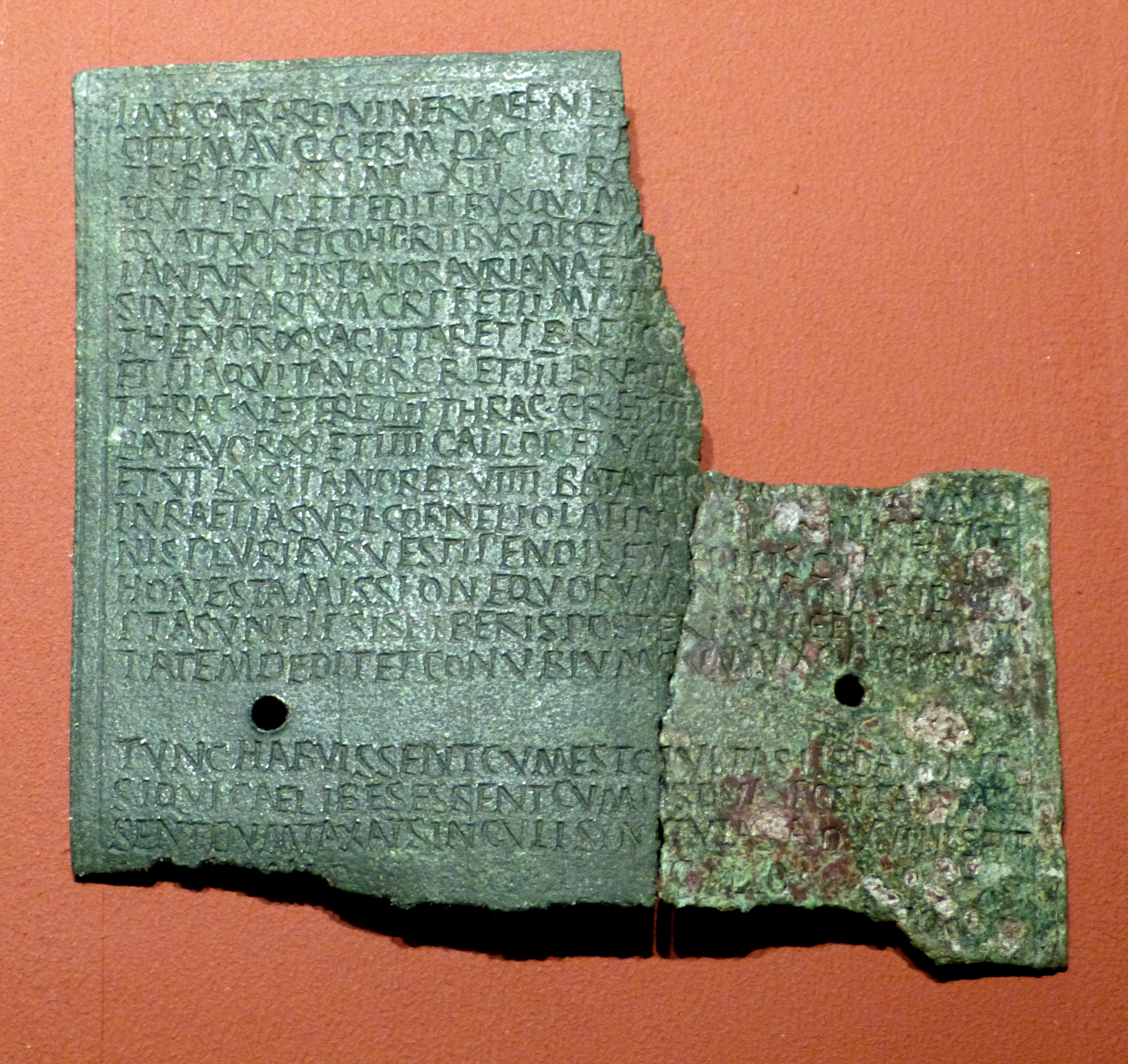
Das Militärdiplom von 117 n. Chr.

Publius Afranius Flavianus war ein im 1. und 2. Jahrhundert n. Chr. lebender Angehöriger des römischen Senatorenstandes.
Durch eine Inschrift ist belegt, dass Flavianus 104 als Legatus proconsulis dem Statthalter der Provinz Asia, Gaius Aquillius Proculus, zugeordnet war. Durch Militärdiplome, die z. T. auf den 1. September 114 datiert sind, ist nachgewiesen, dass er 114 Statthalter (Legatus Augusti pro praetore) in der Provinz Pannonia inferior war; er dürfte dieses Amt in den Amtsjahren von 111/112 bis 114/115 ausgeübt haben. Ein weiteres Diplom, das auf den 16. August 117 datiert ist, belegt, dass er 117 zusammen mit Lucius Cossonius Gallus Suffektkonsul war. Durch eine weitere Inschrift ist nachgewiesen, dass er Statthalter (Proconsul) der Provinz Asia war; vermutlich war er im Amtsjahr 130/131 Statthalter.